# Ольшанка (Волынская область)
Ольшанка (укр. Вільшанка) — село в Шацкой поселковой общине Ковельского района Волынской области Украины.
До 2020 года входило в Шацкий район.
Код КОАТУУ — 0725784602. Население по переписи 2001 года составляет 98 человек. Почтовый индекс — 44020. Телефонный код — 3355. Занимает площадь 0,2 км².